# Hornkraut-Tageulchen
Das Hornkraut-Tageulchen, auch Hornkraut-Sonneneulchen (Panemeria tenebrata) ist ein tagaktiver Schmetterling (Nachtfalter) aus der Familie der Eulenfalter (Noctuidae). In der Literatur findet sich Panemeria tenebrata auch unter weiteren deutschen Namen, die aber ebenso ungebräuchlich sind wie „Hornkraut-Tageulchen“: Hornkrauteule, Hornkraut-Bunteule, Hornkraut-Tag-Bunteulchen, Hornkrautrasen-Tag-Bunteulchen, Finsterbraunes Sonneneulchen, Arbutuseulenphalene, Bärentraubeneulenphalene, Erdbeerbaum-Eulchen, Schafgarbeneule und Kupferbraune Mattstreifige Eule.

## Merkmale
Es handelt sich bei dieser Art um kleine, aber aktive Falter mit 19 bis 22 Millimetern Flügelspannweite. Die Vorderflügel sind dunkelbraun mit grauen Partien und zeigen im Sonnenlicht einen deutlichen Glanz. Die zwei bis drei gezackten Querlinien sind meist undeutlich ausgeprägt. Die Hinterflügel sind schwärzlich mit einem breiten gelben Mittelband.

### Ähnliche Arten
In Südosteuropa (Rumänien, Bulgarien, Griechenland) kommt mit Panemeria tenebromorpha eine sehr ähnliche Schwesterart vor, die in der Regel nur von Spezialisten von Panemeria tenebrata unterschieden werden kann und deren Biologie aufgrund ihrer späten Entdeckung im Jahr 1996 bisher noch wenig bekannt ist.

## Geographische Verbreitung und Lebensraum
Das Hornkraut-Tageulchen ist in Europa weit verbreitet, fehlt aber im nördlichen Skandinavien, in Portugal, in Mittel- und Südspanien sowie auf den meisten Mittelmeerinseln außer Sizilien. In Osteuropa erreicht sie den Ural, doch sind die Verbreitungsgrenzen nach Osten insgesamt noch ungenügend bekannt. In Kleinasien wurde sie noch nicht sicher nachgewiesen, kommt jedoch in Jordanien und Israel vor.
Die Art ist noch relativ verbreitet auf ungedüngten, mageren, trockenen bis frischen Wiesen (besonders Glatthaferwiesen, Halbtrockenrasen), Niedermoorwiesen, Pfeifengraswiesen, an Waldrändern, auf Waldwiesen, an Bahndämmen, auf Brachen und manchmal in extensiv bewirtschafteten, ungedüngten und während der Raupenzeit ungemähten Gärten. Günstig für die Art sind Störstellen und niederwüchsige Bereiche wie Böschungen, Hanganschnitte, Wegränder, Trampelpfade oder kleine Ruderalflächen. Entscheidend ist das reichliche Vorhandensein von Hornkraut- und Sternmieren-Arten. Düngung und landwirtschaftliche Intensivierung haben dazu geführt, dass Panemeria tenebrata in vielen Regionen rasch seltener wird. Sie kommt vom Flachland bis in die montane Stufe vor.

## Lebensweise
Die Art fliegt in einer Generation von Mitte April bis Mitte Juni. Die Falter sind ausschließlich tagaktiv, wie schon ihr Name andeutet (πανημέρειος „den ganzen Tag lang“). Sie fliegen im Sonnenschein und besuchen Blüten; Paarung und Eiablage erfolgen ebenfalls tagsüber. Angaben über Lichtanflug beruhen auf Verwechslungen mit Pyrausta-Arten oder gehen auf Einzelbeobachtungen von Faltern zurück, die von im Habitat aufgestellten Lampen aufgeweckt wurden. Die Raupen leben von Mai bis Juli. Sie sind gedrungen und gelblich grün. Die Rückenlinie ist dunkelgrün, die Nebenrückenlinie weißlich mit dunkleren Randlinien. Hauptnahrungspflanzen der Raupen sind Hornkraut (Cerastium) und Sternmiere (Stellaria), und hier hauptsächlich die Blüten und Samen. Die Verpuppung erfolgt in einem Kokon an der Erde. Die Puppe ist verhältnismäßig kurz und dunkelbraun. Ihr Kremaster ist gerundet mit zwei kleinen Borsten. Die Puppe überwintert. Der Schlupf der Falter erfolgt manchmal erst im übernächsten Jahr.

## Gefährdung
Die Art wird in einigen deutschen Bundesländern als gefährdet eingestuft oder steht auf der Vorwarnliste. Im Zuge der Intensivierung der Grünlandnutzung (Kunstdünger, Gülledüngung, rasche Schnittfolgen, Mahd während der Raupenzeit) sind die Vorkommen in Mitteleuropa in den letzten Jahrzehnten großflächig zurückgegangen.